# Buse noire
Buteogallus anthracinus
Espèce
Statut de conservation UICN

 LC  : Préoccupation mineure
Statut CITES
La Buse noire (Buteogallus anthracinus) est une espèce d'oiseaux de la famille des Accipitridae. 

## Description

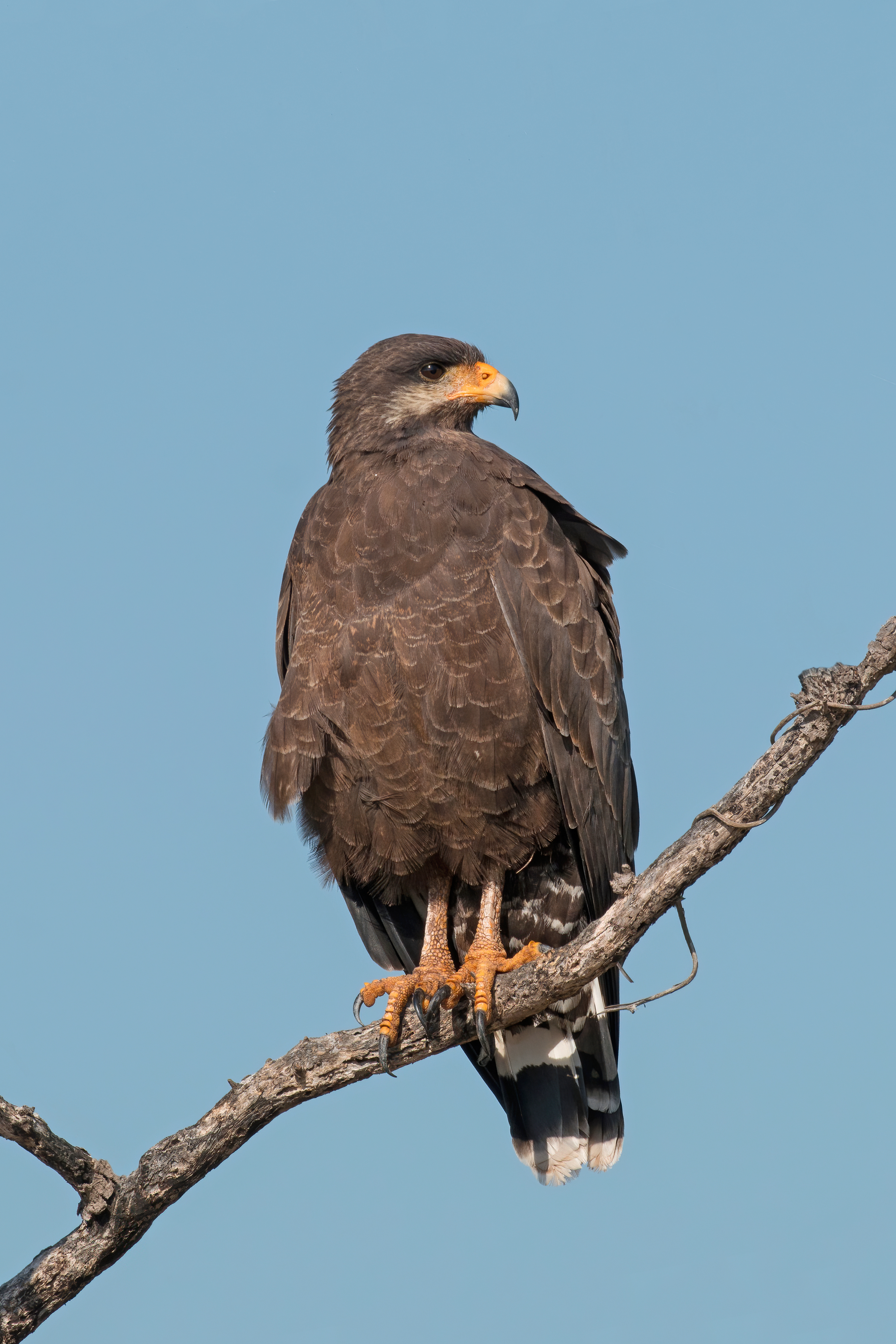
Buse noire.

Ce rapace d'environ 56 cm de longueur présente un plumage presque tout noir à l'exception d'une large bande blanche à la base de la queue courte et d'une très fine à l'extrémité. La cire et les pattes sont jaunes. Les ailes arrondies sont très larges.

## Répartition
Cette espèce est originaire des continents américains (Nord, Sud et central).

## Sous-espèces
D'après la classification de référence (version 14.1, 2024) de l'Union internationale des ornithologues, la Buse noire possède 5 sous-espèces (ordre philogénique) :
- Buteogallus anthracinus anthracinus (Deppe, 1830) : du sud-ouest des États-Unis and nord de l'Amérique du Sud, Trinidad, Saint-Vincent ;
- Buteogallus anthracinus utilensis Twomey, 1956 : îles du golfe du Honduras ;
- Buteogallus anthracinus rhizophorae Monroe, 1963 : côtes pacifiques du Salvador et du Honduras ;
- Buteogallus anthracinus bangsi (Swann, 1922) : côtes pacifiques du Costa Rica et du Panama ;
- Buteogallus anthracinus subtilis (Thayer & Bangs, 1905) - Buse des mangroves : vit sur la côte pacifique de l'Amérique du Sud, de la Colombie au nord du Pérou ; légèrement plus petite que les autres sous-espèces, teinte rousse marquée sur les rémiges secondaires, blanc à la base des rémiges primaires extérieures[2].

la sous-espèce B. a. subtilis était anciennement considérée comme une espèce à part entière dénommée Buse des mangroves (bien que cette distinction ait longtemps été disputée), mais est désormais traitée comme sous-espèce par les principales autorités taxonomiques. Ce choix est notamment basé sur l'analyse de nombreux spécimens par William Clark en 2006, qui a entraîné un vote du SACC conclut à l'unanimité pour le passage au statut de sous-espèce ;